# Lycoperdaceae
Lycoperdaceae är en familj av svampar inom ordningen skivlingar med cirka 150 svamparter, som numera klassificeras som en del av familjen Agaricaceae. Historiskt sett var familjen tidigare placerad i den nu föråldrade ordningen Lycoperdales. Familjens individer är kända som de "sanna" röksvamparna.
Röksvamparna är en sorts svamp med vanligen päronformad fruktkropp, som även är en grupp ätliga svampar. Denna typ av svampar inkluderar släktena Calvatia och Lycoperdon, som båda tillhör familjen Lycoperdaceae.
Gemensamt för alla röksvampar, som tillhör gruppen basidiesvampar, är att basidier och sporer anläggs inuti fruktkroppens håligheter. När en röksvamp når sin mognad, kommer den hårda huden att brista, så att miljarder sporer kommer släppas ut i ett rökliknande moln (därav trivialnamnet röksvamp).
Vårtig röksvamp (Lycoperdon perlatum), gyttrad röksvamp (Lycoperdon pyriforme), långfotad röksvamp (Calvatia exipuliformis) och jätteröksvamp (Calvatia gigantea) är några vanliga röksvampar som förekommer i Sverige.
Baserat på fylogenetisk analys med rDNA, har Lycoperdaceae visat sig vara en familj inom ordningen Agaricales. Fyra stora klader kan urskiljas inom Lycoperdaceae: Lycoperdon, Bovista, Calvatia och Disciseda. De tre sistnämnda kladerna motsvarar ungefär de lika namngivna släktena Bovista, Calvatia och Disciseda enligt nuvarande omskrivningar.

## Bygdemål
Lycoperdun bovista kallas fnyksvamp i Östergötland.